# Euprognatha gracilipes
Euprognatha gracilipes är en kräftdjursart som beskrevs av Alphonse Milne-Edwards 1878. Euprognatha gracilipes ingår i släktet Euprognatha och familjen Inachoididae. Inga underarter finns listade i Catalogue of Life.